# Limonia submurcida
Limonia submurcida är en tvåvingeart som beskrevs av Alexander 1968. Limonia submurcida ingår i släktet Limonia och familjen småharkrankar. Inga underarter finns listade i Catalogue of Life.